# 花咲山展望台
花咲山展望台（はなさきやまてんぼうだい）は、山形県上山市にある展望台。恋人の聖地の認定を受けている。

## 概要
葉山温泉街の裏手に位置する花咲山（標高319m）の中腹にある展望台である。展望台の場所はクアオルトウォーキング・葉山コースの一部となっている。
展望台へは車でも行くことができ、無料の駐車場も設けられているが、アクセスする道が狭いため注意を呼び掛けており、葉山温泉街のある上り口の駐車場から徒歩30分程歩くことをお勧めしている。
展望台が恋人の聖地に認定されており、幸の鐘も設置されている。上山市街地や蔵王連峰を眺めることもでき、夜景を楽しむことができる。